# Ведемеєр Альберт Коаді
Альберт Коади Ведемейєр (англ. Albert Coady Wedemeyer;нар. 9 липня 1897 Омаха, Небраска, США - 17 грудня 1989 Вірджинія, Форт Бельвуар, США) - американський генерал, який командував наприкінці Другої світової війни американськими військами в Китаї.

## Життєпис
Народився 9 липня 1897 в Омасі, Небраска.
У 1919 закінчив Військову академію у Вест-Пойнті.
У 1936-1938 перебував у Німеччині в Прусській військовій академії і був присутній при німецьких маневрах в 1938.
Після повернення в США став одним з найбільших фахівців з німецької армії.
Подальшій військовій кар'єрі сильно сприяв його тесть генерал-лейтенант Стенлі Ембік, який був тоді заступником голови Об'єднаного комітету начальників штабів і директором Відділу військового планування Міністерства оборони.
На початку Другої світової війни отримав звання підполковника та отримав призначення до Відділу військового планування Міністерства оборони.
У 1941 став головним автором «Плану перемоги», який встановлював як першочергову мету для США розгром фашистської Німеччини. Згодом допомагав під час розробки операції «Оверлорд».
У 1943 відправлений на Південно-Східно-Азійський театр військових дій, де став начальником штабу у головного союзного командувача Луїса Маунтбеттена.
27 грудня 1944 отримав вказівку від Джорджа Маршалла відправитися в Китай і прийняти командування над американськими силами в Китаї, змінивши генерала Стілвелла. Коли він прибув до колишньої штаб-квартири Стілвелла, то був збентежений тим, що Стілвелл навмисно поїхав без зустрічі з ним, і при цьому не залишив жодного клаптика паперу з інструкціями. Обшукавши офіс, він не зміг виявити жодних записів про плани чи інформацію про минулі та майбутні операції. Потім поспілкувався з офіцерами зі штабу Стілвелла, і дізнався від них, що Стілвелл "завжди носив все в задній кишені штанів".
Продовжив заходи Стілвелла з тренування, екіпірування та осучаснення гоміньданівської армії. Намагався переконати Чан Кайші перейти до агресивніших дій проти японців, але особливого успіху в цьому не досяг. Також не увінчалися успіхом його спроби наповнити дійсним змістом союз між Гоміньданом та Компартією.
Після повернення з Китаю в 1946 очолив Оперативно-плановий відділ Міністерства оборони.
У липні 1947 президент Гаррі Трумен відправив генерал-лейтенанта до Китаю та Кореї «для вивчення політичної, економічної, психологічної та військової обстановки». Підсумком поїздки стала «Доповідь Ведемейєра», в якій автор вказував на необхідність інтенсифікації США зусиль щодо підготовки гоміньданівських збройних сил та допомоги їм. Однак президент Трумен, побоюючись, що гоміньданівський Китай зможе кинути виклик гегемонії США на Далекому Сході, не лише відкинув рекомендації доповіді, а й наклав ембарго на постачання зброї уряду Китаю.
У 1948, під час Берлінського кризи, підтримав план генерала Люсіуса Клея щодо організації повітряного мосту для порятунку міста.
23 травня 1985 президент Рональд Рейган нагородив його Президентською медаллю Свободи.